# Siewiercy
Siewiercy, także Sewercy – plemię słowiańskie zamieszkujące od VII wieku tereny na południe od dolnego Dunaju.
Siewiercy przekroczyli Dunaj na początku VII wieku, po klęsce wyprawy cesarza bizantyńskiego Maurycjusza przeciw  Sklawinom w 602 roku. Nazwa plemienia może wskazywać na związki ze wschodniosłowiańskim plemieniem Siewierzan.
Tereny Bułgarii naddunajskiej Siewiercy opanowali kosztem zamieszkałej dotychczas w tym rejonie ludności trackiej. Część Traków zginęła, część uciekła w trudno dostępne góry. W 680 roku Bułgaria naddunajska została najechana przez Protobułgarów, Asparucha. W wyniku podboju Siewiercy zostali częściowo wysiedleni z terenu Dobrudży. W utworzonym przez siebie państwie Asparuch powierzył im zadanie obrony przełęczy na południu przed najazdami bizantyńskimi. Jeszcze około 767 roku źródła bizantyńskie odnotowują schwytanie siewierskiego księcia Sławuna, zawziętego wroga Bizancjum, który bronił przełęczy Starej Płaniny. Siewiercy związani układem z Asparuchem i jego następcami i uznając ich zwierzchnictwo byli jak się wydaje wolni od płacenia im daniny. Ze względu na przewagę liczebną Słowian nad Protobułgarami w nowo powstałym państwie w następnych dwóch stuleciach doszło do zeslawizowania warstwy rządzącej i do zlania się słowiańskich Siewierców z pozostałą ludnością państwa w lud Bułgarów posługujący się językiem słowiańskim.